# Đóa hoa tổ quốc
Đóa hoa tổ quốc (tiếng Trung: 祖國的花朵 / Tổ quốc đích hoa đóa) là một phim thiếu nhi do Nghiêm Cung đạo diễn, xuất phẩm năm 1955 tại Bắc Kinh.

## Lịch sử
Tuyến truyện phim khá dung dị, mô tả sinh hoạt và tác phong của các em học sinh sau ngày thành lập nước Cộng hòa Nhân dân Trung Hoa.

## Nội dung
Lớp 5A trường tiểu học Bắc Kinh có tổng cộng 40 học sinh. Em nào cũng ngây thơ, thông minh và sôi nổi. Chỉ có trường hợp Giang Lâm tinh nghịch và tự mãn, Dương Vĩnh Lệ không biết quan tâm đến người khác, hai em chưa đủ điều kiện kết nạp Đội Thiếu niên Tiên phong.
Nhân ngày 01 tháng 06, cả lớp được đi chơi công viên Trung Sơn mừng bộ đội chí nguyện trở về. Anh chiến sĩ Dương Chí Bình thấy trong đám học sinh có hai em không đeo khăn quàng đỏ. Trước khi chia tay, anh bộ đội căn dặn: "Anh mong các em học tập chăm chỉ, giúp đỡ lẫn nhau và phấn đấu trở thành con ngoan trò giỏi" (希望你們要好好學習、互相幫助，爭取做一個最好的模範班). Lớp trưởng Lương Huệ Minh bèn đại diện cả lớp hứa giúp hai bạn cá biệt tiến bộ hơn. Nhưng cả lớp vẫn băn khoăn liệu họ có làm được hay không.
Cô Phùng - giáo viên chủ nhiệm - khuyên cả lớp phải thật nhẫn nại với hai bạn. Sau đó, cả lớp hướng dẫn Giang Lâm làm một bài kiểm tra để khơi dậy thói quen và niềm đam mê học tập. Còn Vĩnh Lệ bị bỏng chân, phải xin nghỉ ít hôm, cả lớp đến giúp cô bé ôn bài để chuẩn bị kì thi.
Sự giúp đỡ chân thành của cả lớp khiến hạnh kiểm của Giang và Dương ngày càng cải thiện. Hai bạn dành kì nghỉ hè để giúp nhau cùng tiến bộ.
Sau mùa hè, tất cả các em lên lớp Sáu. Giang Lâm và Dương Vĩnh Lệ được gia nhập Đội Thiếu niên Tiên phong nhờ thành tích học tập tiến bộ.

## Kĩ thuật
Phim được thực hiện tại Trường Xuân mùa hè năm 1954.

### Sản xuất
- Thiết kế: Đồng Cảnh Văn
- Hòa âm: Hồng Đê
- Ca sĩ: Lưu Huệ Phương, Vương Ngọc Phương
- Ca khúc: Ta hãy cùng chèo thuyền (讓我們蕩起雙槳), Cây thông non (小松樹)

Cùng Đoàn hợp xướng Đài phát thanh Thanh niên Bắc Kinh, Đoàn hợp xướng Khăn Quàng Đỏ Trường Xuân.

### Diễn xuất
- Lý Tích Tường... Giang Lâm
- Trương Quân Anh... Dương Vĩnh Lệ
- Triệu Duy Cần... Lương Huệ Minh
- Quách Doãn Thái... Dương Chí Bình
- Trương Viên... Cô Phùng
- Sử Lâm... Mẹ Vĩnh Lệ
- Lữ Đại Du... Lưu Cúc
- Liễu Thanh... Cao Quế Vân
- Diêu Tướng... Lý Tướng Nhơn
- Ngô Văn Mẫn... Diêu Kim Phong
- Lưu Gia Bân... Vương Thục Trân
- Trần Khắc Nhiên... Lưu Tiểu Thiên
- Triệu Duy Nhơn... Tiểu Đoan Ngọ
- Triệu Hạc Niên... Vương Gia Kì
- Vương Long Mi... Lý Bội Lan
- Vương Linh
- Quách Ngôn
- Cao Quang
- Phạm Cơ Bá
- Lương Ngọc Chương
- Vương Quang Minh
- Trương Kim Lan
- Thái Tân Hòa

## Hậu trường
Vì bộ phim chủ yếu khai thác lối sống thiếu nhi, nên câu Đóa hoa tổ quốc sau trở thành ngạn ngữ biểu dương trẻ em tại Trung Quốc.
Riêng ca khúc Ta hãy cùng chèo thuyền được đưa vào sách giáo khoa âm nhạc bậc tiểu học Trung Quốc và cho đến nay vẫn là ca khúc thiếu nhi phổ biến nhất.